# Îles Gilbert (Chili)
Gilbert (en espagnol : Islas Gilbert) sont des îles du Chili. 

## Géographie
Elles se situent dans le Sud-Ouest du Chili et sont totalement rocheuses. Gilbert est composé de deux îles principales d'environ 8 km de longueur et d'îlots.